# Listen Like Thieves
Listen Like Thieves es el quinto álbum de estudio de la banda de rock australiana INXS. Se lanzó al mercado el 14 de octubre de 1985 y es el disco con el que dieron el gran salto. Pasó dos semanas en el número uno en la lista australiana de álbumes Kent Music Report. Considerado un álbum de gran avance internacional para la banda, alcanzó el puesto número 11 en el Billboard 200 en los Estados Unidos, el número 24 en los 100 mejores álbumes canadienses de RPM, y el top 50 en las listas de Reino Unido. 
El álbum incluyó el primer sencillo top 5 de la banda en los Estados Unidos, "What You Need", y también le valió al grupo el premio Countdown Music and Video Award al "Mejor video" con ese single, una señal de la aclamación de la crítica que INXS había logrado. Listen Like Thieves también marca el comienzo de la alianza intermitente del grupo con el productor Chris Thomas.

## Datos
Listen Like Thieves es el quinto álbum de estudio de INXS. El grupo con sede en Sídney se había formado en 1977 por los tres hermanos Farriss: Andrew a la guitarra y teclados, Jon a la percusión y batería, y Tim a la guitarra, junto con Garry Gary Beers al bajo, Michael Hutchence como vocalista principal, y Kirk Pengilly en guitarra, saxofón y coros. Su álbum anterior, The Swing (abril de 1984), tuvo un éxito en las listas locales alcanzando el número uno en la lista australiana de álbumes Kent Music Report y el número seis en Nueva Zelanda. Aunque aparece en las listas internacionales, número 52 en el Billboard 200 de Estados Unidos, y número 27 en el top 100 RPM de Canadá – INXS quería mejorar su impacto mundial.
Después de grabar su último álbum en Nueva York y Oxfordshire, regresaron a Sídney donde trabajaron con Chris Thomas (Sex Pistols, The Pretenders, Roxy Music, Elton John) en los Rhinoceros Studios.
Listen Like Thieves se grabó durante un período de cinco meses en el estudio Rhinoceros de Sídney (Australia). Muchas de las canciones del álbum fueron escritas por el dúo de compositores del vocalista Hutchence y el multiinstrumentista Farriss. Cuando la producción estuvo a punto de completarse, Thomas le dijo a la banda que al álbum le faltaba un sencillo de éxito crucial, por lo que los miembros de la banda dejaron el estudio y solo tuvieron unos días para crear una última canción. "Chris Thomas nos dijo que todavía no había un tema estrella", recordó más tarde Farriss. "Salimos del estudio esa noche sabiendo que nos quedaba un día y que teníamos que ofrecer un 'éxito'. Hablando de presión." Tanto Hutchence como Farriss buscaron en las demos que Farriss había compuesto durante la producción del álbum. De las demos restantes, Thomas convenció al dúo de que se centrara en una en particular titulada "Funk Song no 13".  "Fue genial. Pensé, '¡Podría escuchar ese ritmo durante 10 minutos!' Dije: 'Trabajemos con ese ritmo' ", dijo Thomas. INXS pasó los siguientes dos días trabajando en la pista de demostración, que eventualmente se convertiría en el sencillo "What You Need", lo que le dio a la banda su primer top 5 en Estados Unidos.

## Listado de canciones
El álbum está disponible en tres formatos, el estándar en disco de vinilo, en casete de cinta magnética de audio y por último en formato digital de disco compacto.
Edición original en LP
| Lado A |                                             |                                                                                               |          |  |
| N.º    | Título                                      | Escritor(es)                                                                                  | Duración |  |
| 1.     | «What You Need»                             | Andrew Farriss y Michael Hutchence                                                            | 3:35     |  |
| 2.     | «Listen Like Thieves»                       | Andrew Farriss, Tim Farriss, Jon Farriss, Michael Hutchence, Garry Gary Beers y Kirk Pengilly | 3:47     |  |
| 3.     | «Kiss the Dirt (Falling Down the Mountain)» | Andrew Farriss y Michael Hutchence                                                            | 3:56     |  |
| 4.     | «Shine Like It Does»                        | Andrew Farriss y Michael Hutchence                                                            | 3:05     |  |
| 5.     | «Good + Bad Times»                          | Michael Hutchence y Kirk Pengilly                                                             | 2:46     |  |

| Lado B |                  |                                                                                               |          |  |
| N.º    | Título           | Escritor(es)                                                                                  | Duración |  |
| 1.     | «Biting Bullets» | Michael Hutchence y Kirk Pengilly                                                             | 2:49     |  |
| 2.     | «This Time»      | Andrew Farriss                                                                                | 3:11     |  |
| 3.     | «Three Sisters»  | Andrew Farriss, Tim Farriss, Jon Farriss, Michael Hutchence, Garry Gary Beers y Kirk Pengilly | 2:27     |  |
| 4.     | «Same Direction» | Andrew Farriss y Michael Hutchence                                                            | 4:58     |  |
| 5.     | «One x One»      | Andrew Farriss y Michael Hutchence                                                            | 3:05     |  |
| 6.     | «Red Red Sun»    | Andrew Farriss y Jon Farriss                                                                  | 3:32     |  |

## Relación de ediciones
Álbum Listen Like Thieves
| Formato | Región         | Sello                                                 | Nº de catálogo | Fecha                          |
| LP      | Australia      | WEA                                                   | 252363-1       | 1985                           |
| LP      | Japón          | WEA                                                   | P-13159        | 1985                           |
| LP      | Canadá         | Atlantic Records                                      | 78 12771       | 1985                           |
| LP      | Estados Unidos | Atlantic Records                                      | 7 81277-1      | 1985                           |
| LP      | Europa         | Mercury Records                                       | 824 957-1      | 1985                           |
| LP      | Países Bajos   | Mercury Records                                       | 824 957-1      | 1987 (reedición)               |
| LP      | Europa         | Atco Records, Petrol Electric y Universal Music Group | 0602537778959  | 2014 (edición 180 gramos)      |
| MC      | Australia      | WEA                                                   | 252363-4       | 1985                           |
| MC      | Corea del Sur  | WEA                                                   | OWT-391        | 1985                           |
| MC      | Canadá         | Atlantic Records                                      | 78 12774       | 1985                           |
| MC      | Estados Unidos | Atlantic Records                                      | 7 81277-4      | 1985                           |
| MC      | Europa         | Mercury Records                                       | 824 957-4      | 1985                           |
| CD      | Australia      | WEA                                                   | 252363-2       | 1985                           |
| CD      | Japón          | WEA                                                   | 32XD-352       | 1985                           |
| CD      | Estados Unidos | Atlantic Records                                      | 7 81277-2      | 1985                           |
| CD      | Alemania       | Mercury Records                                       | 824 957-2      | 1985                           |
| CD      | Japón          | WEA                                                   | WPCP-3979      | 1990 (reedición)               |
| CD      | Australia      | WEA                                                   | 252363-2       | 1990 (reedición)               |
| CD      | Europa         | Mercury Records                                       | 0602527710464  | 2011 (reedición remasterizada) |
| CD      | Australia      | Universal Records                                     | 2771046        | 2011 (reedición remasterizada) |

## Sencillos
- "What You Need" (agosto de 1985)
- "This Time" (noviembre de 1985)
- "Kiss the Dirt (Falling Down the Mountain)" (marzo de 1986)
- "Listen Like Thieves" (junio de 1986)

## Vídeos
1. "What You Need"
2. "This Time"
3. "Kiss the Dirt (Falling Down the Mountain)"
4. "Listen Like Thieves"
5. "Shine Like it Does"
6. "One x One"

## Gira
Un mes antes del lanzamiento del primer sencillo What You Need, INXS empezó una pequeña gira australiana en ciudades poco habituales y ya con la publicación del sencillo continuaron por los grandes recintos de su país. Dos días antes de la publicación del álbum, INXS debutó en Sudamérica, concretamente en el estadio Vélez Sarsfield de Buenos Aires en Argentina por el festival Rock&Pop. 
El Listen Like Thieves Tour continuó en Norteamérica desde noviembre de 1985 hasta abril de 1986. En mayo de 1986 se inició la gira europea más extensa hasta ese momento bajo el nombre de If You Got It, Shake It! Tour durante la cual la banda debutó en países como Italia, Suiza, Noruega y Dinamarca, además de actuar por primera vez en el mítico estadio de Wembley en Londres.
En julio de 1986 vuelven a Norteamérica para una nueva manga de conciertos titulada The Tour De Force que terminará en septiembre en la exótica Honolulu. Finalmente terminaron el año en su país, Australia.